# Malvar
La malvar és una varietat espanyola de raïm blanca. Es troba sobretot en la DO Vinos de Madrid tot i que també està autoritzada per la DO Mondéjar. Especialment en les subzones de la part meridional de Madrid (Arganda, Navalcarnero i El Molar) i Conca.

## Història
La varietat surt per primer cop referenciada en el Memorial Anual de l'estació Enològica d'Haro el 1905.
Degut a la semblança de les fulles i el fruit a la varietat Forcallat va anar sent substituït per aquesta durant el segle XX. Aquest fet ha generat una confusió en alguns indrets on s'usa el terme Malvar per referir-se a la varietat Airén (Forcallat).

## Viticultura
És una varietat de maduració primerenca, els grans de raïm son gairebé perfectament esfèrics i poc apretats entre ells. Presenta una bona resistència a la sequera i a les malalties fúngiques.

## Vins
Els vins produïts amb aquesta varietat solen ser joves i lleugerament alcohòlics. A nivell aromàtic se'n destaca l'olor a ametlles amargues i acidesa alta.
1. ↑  «Denominación de Origen Vinos de Madrid» (en castellà). [Consulta: 11 abril 2025].
2. 1 2  Félix Cabello, Inmaculada Rodríguez-Torres, Gregorio Muñoz-Organero, Cristina Rubio, Alejandro Benito, Silvia García-Beneytez. La colección de variedades de vid de "El Encín".  Consejería de Economía e Innovación Tecnológica de la Comunidad de Madrid, 2003, p. 156. ISBN 84-451-2411-0.
3. ↑  Jimenez, Ana. «Variedades de Uva poco conocidas (I) Malvar» (en castellà), 20-12-2021. [Consulta: 11 abril 2025].
4. ↑  Hidalgo Togores, J. Tratado de Enología. Tomo I. (en castellà). 3a edició.  Mundi-Prensa., 2018, p. 867.